# Edoeard Margarov
Edoeard Margarov (Armeens: Էդուարդ Մարգարով, Russisch: Эдуард Артёмович Маркаров) (Bakoe, 20 juni 1942) is een voormalig voetballer en trainer van Armeens origine die uitkwam voor de Sovjet-Unie. Tot het uiteenvallen van de Sovjet-Unie stond hij bekend onder zijn Russische naam Edoeard Markarov.

## Biografie
Markarvo begon zijn carrière bij Torpedo Armavir en maakte dan de overstap naar Neftianik Bakoe, dat in 1968 de naam Neftçi aannam. In 1966 maakte hij zijn interlanddebuut in een wedstrijd tegen Frankrijk naar aanloop van het WK 1966. In 1968 speelde hij zijn laatste wedstrijd voor het nationale elftal. In 1971 ging hij voor Ararat Jerevan spelen, de grootste club van de Armeense SSR, waarmee hij in 1973 zowel de landstitel als de beker mee won. In de 1974/75 bereikte Ararat de kwartfinale, die ze verloren van FC Bayern München. Markarov werd wel samen met Gerd Müller topschutter van de competitie. Nadat hij in 1975 nog de beker won met Ararat hing hij zijn schoenen aan de haak. Samen met Avtandil Gogoberidze bezet hij de gedeelde zesde plaats in de lijst van topschutters van de Sovjet Top Liga.
Na zijn spelerscarrière werd hij trainer.